# Batalla d'Adrianòpolis (1913)
|  | Per a altres significats, vegeu «Batalla d'Adrianòpolis». |

La batalla d'Adrianòpolis de 1913 es va lliurar durant la Primera Guerra dels Balcans, a partir de mitjans de novembre de 1912 i fins al 26 de març 1913, quan el segon exèrcit búlgar va assetjar i conquerir la ciutat d'Edirne (Adrianòpolis). L'exèrcit búlgar, després de cinc mesos de setge i dos atacs nocturns, va prendre la fortalesa otomana, que s'havia reforçat amb experts alemanys que havien fet noves defenses que havien de ser inexpugnables. La pèrdua d'Edirne va significar el cop decisiu final sobre l'exèrcit otomà, que conduí al final de la Primera Guerra dels Balcans. Els vencedors van actuar sota el comandament del general Nikola Ivanov, mentre que el comandant de les forces búlgares al sector oriental de la fortalesa era el general Georgi Vazov, germà del famós escriptor búlgar Ivan Vazov i del general Vladimir Vazov.